# Georges Ohnet

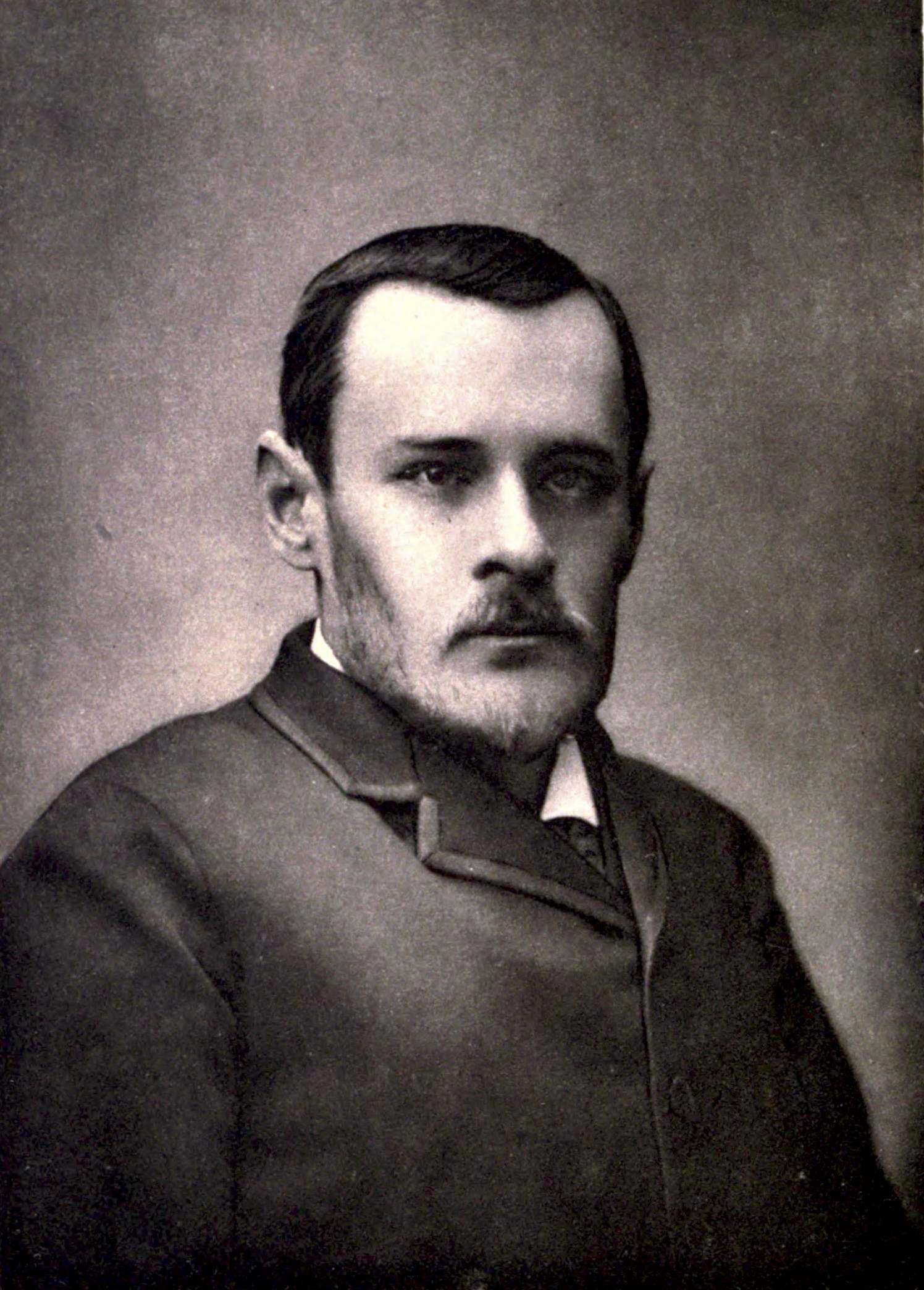
Georges Ohnet

Georges Ohnet, eigentlich Georges Hénot, (* 3. April 1848 in Paris; † 5. Mai 1918 ebenda) war ein französischer Herausgeber, Journalist und Schriftsteller.

## Leben
Als sich nach dem Deutsch-Französischen Krieg die politische Lage wieder normalisiert hatte, berief man Ohnet zum Herausgeber der Pariser Zeitungen Le Constitutionnel und Le Pays. Neben dieser Aufgabe konnte Ohnet aber auch journalistische Arbeiten in verschiedenen anderen Zeitungen und Zeitschriften, wie z. B. Gil Blas, veröffentlichen.
Außerdem schuf Ohnet 1875 in Zusammenarbeit mit Louis Denayrouze das Theaterstück Regina Carpi. Mit dem Bühnenstück Marthe konnten beide zwei Jahre später diesen Erfolg wiederholen.
Ohnet war ein großer Verehrer der Schriftstellerin George Sand und lehnte den zeitgenössischen „realistischen Roman“ vehement ab. Mit seinem Romanzyklus Les batailles de la vie schrieb er sich in die Herzen seines Publikums; die offizielle Literaturkritik lehnte diesen als Trivialliteratur kategorisch ab. Aber auch andere seiner Romane – auch in dramatisierter Form auf der Bühne – fielen bei der Kritik meist durch. Die Auflagen seiner Bücher sprachen eine andere Sprache, und so konnte Ohnet nach einiger Zeit das Chateau Des Bondons bei La Ferté-sous-Jouarre (Département Seine-et-Marne) kaufen.
Georges Ohnet starb fünf Wochen nach seinem 70. Geburtstag am 5. Mai 1918 in Paris und fand dort auch seine letzte Ruhestätte.

## Werke (Auswahl)
Romane
- Der Hüttenbesitzer : Roman in zwei Bänden („Le maître des forges“, 1882). Autorisierte Uebersetzung aus dem Französischen von Ilse Linden (Engelhorns allgemeine Romanbibliothek 1.1884/85, Band 1/2) Band 1 BSB München

& Band 2 BSB München, Band 1, Band 2
- Gräfin Sarah („La Comtesse Sarah“): Roman in zwei Bänden. Autoris. Übers. aus dem Franz. von J. Linden (s:Engelhorns allgemeine Romanbibliothek 1.1884/85, Band 8/9)
- Der Steinbruch („La grande Marnière“). Autoris. Übers. aus dem Franz. von J. Linden (s:Engelhorns allgemeine Romanbibliothek 2.1885/86, Band 1+2) Band 1
- Lise Fleuron : Theater-Roman in zwei Bänden. Autoris. Übers. aus dem Franz. von J. Linden (s:Engelhorns allgemeine Romanbibliothek 2.1885/86, Band 13/14) Band 1, Band 2
- Die Damen von Croix-Mort (Engelhorns allgemeine Romanbibliothek 3.1886/87, Band 12/13) Band 2
- Schwarz und Rosig („Noir et rose“). Autoris. Übers. aus dem Franz. von Emmy Becher (s:Engelhorns allgemeine Romanbibliothek 4.1887/88, Band 3) Digitalisat
- Sie will („Volonté“, 1888). Autoris. Übers. aus dem Franz. (s:Engelhorns allgemeine Romanbibliothek 4.1887/88, Band 16/17)
- Letzte Liebe („Dernier amour“, 1889). Autoris. Übers aus dem Franz. von Emmy Becher (s:Engelhorns allgemeine Romanbibliothek 6.1889/90, Band 9/10) Band 1,Band 2
- Sergius Panin („Serge Panine“, 1881). Autorisierte Übersetzung aus dem Französischen von Wilhelm Henckel (s:Engelhorns allgemeine Romanbibliothek 6.1889/90, Band 20/21) Band 1, Band 2
- Doktor Rameau, 1889, Band 1,Band 2
- Die Seele Pierres („L'âme de Pierre“, 1890). Autor. Übers. aus dem Franz. von Emmy Becher (s:Engelhorns allgemeine Romanbibliothek 7.1890/91, Band 3) Digitalisat
- Im Schuldbuch des Hasses („Dette de haine“). Autoris. Übers. aus dem Franz. von E. Wulkow  (s:Engelhorns allgemeine Romanbibliothek 9.1892/93, Band 1/2) Band 1 Band 2
- Das Recht des Kindes („Le droit de l'enfant“, 1894). Autoris. Übers. aus dem Franz. von Wanda von Sacher-Masoch  (s:Engelhorns allgemeine Romanbibliothek 11.1894/95, Band 1/2)
- Die Dame in Grau. Kriminalroman („La dame en gris“, 1895). Hillger Verlag, Berlin 1902.
- Die Tochter des Abgeordneten („La fille du député“). Autoris. Uebers. aus dem Franz. von Emmy Becher  (s:Engelhorns allgemeine Romanbibliothek 13.1896/97, Band 3)
- Der Pfarrer von Favières („Le curé de Favières“): Roman in zwei Bänden. Autor. Uebers. aus d. Franz v. Ferdinand Franz Mangold (s:Engelhorns allgemeine Romanbibliothek 14.1897/98, Band 5/6)
- Nimrod & Cie („Nemrod & Cie“)  (s:Engelhorns allgemeine Romanbibliothek 15.1898/99, Band 5/6) Band 2
- In der Tiefe des Abgrunds („Au fond du gouffre“). Autoris. Übers. aus dem Französischen (s:Engelhorns allgemeine Romanbibliothek 16.1899/1900, Band 1/2)
- Die Siegerin („La conquérante“). Autoris. Übers. aus d. Franz. (s:Engelhorns allgemeine Romanbibliothek 16.1899/1900, Band 17/18)
- Sinkende Sonnen. (Illustrierte Hausbibliothek : zur Unterhaltung u. geistigen Anregung  2=5.1902)
- Der Gifthändler. Deutsch von Ludwig Wechsler. Berlin: Continent (1903?) – 2. Aufl. Princeton =
- Der rote Kurs („La route rouge“). Autoris. Übers. aus dem Franz. von Alwina Vischer (s:Engelhorns allgemeine Romanbibliothek 26.1909/10, Band 1+2)
- Der schöne Roland („Beau Roland“). Einzig autoris. Bearbeitung von M. v. Weißenthurn. Berlin und Leipzig: Hilger, [1913]. (Kürschners Bücherschatz; Nr. 872). Bereits 1911 in Fortsetzungen im Neuen Wiener Tageblatt erschienen.
- Der König von Paris. Roman („Le roi de Paris“, 1898). Weichert Verlag, Berlin 1913 (3 Bde.)

Theaterstücke
- Regina Carpi. 1875.
- Marthe. 1877.
- Le Colonel Roquebrune. 1896.
- Les Rouges et les Blancs. 1901.